# Василий Митрохин
Василий Митрохин (на руски: Василий Никитич Митрохин) е бивш офицер в Първо главно управление на КГБ – службата за външнополитическо разузнаване на СССР.
Роден е в с. Юрасово, Рязанска губерния, РСФСР на 3 март 1922 г. и умира в Лондон на 23 януари 2004 г.
Той е главен и старши архивист на отдела на Първо главно управление на КГБ, натоварен с преместването на архива на КГБ от Лубянка в Ясенево, като преместването на част от най-секретните документи отнема десет години. От 1972 г. насетне Митрохин си прави подробни записки, които изнася и укрива в тайници. Пенсионира се през 1984 г. и започва да подрежда записките си, които въпреки атмосферата на гласност не смята, че ще видят бял свят в СССР. През 1992 г. бяга в Обединеното кралство, след като предоставя на британското посолство в Рига доказателства, че притежава огромна колекция от документи на КГБ, станали известни като „Архив на Митрохин“. Информационните файлове, дадени от Митрохин на МИ-6, разкриват значителен брой съветски сътрудници на КГБ (вкл. повече от 100 агенти), между които и Мелита Норууд.